# Soyuz MS-10
Soyuz MS-10 es un vuelo espacial del Soyuz, cuyo lanzamiento fue abortado el 11 de octubre de 2018. Transportaba a dos miembros de la tripulación de la Expedición 57 hacia  la Estación Espacial Internacional. MS-10 fue el vuelo número 139 de una nave espacial Soyuz. El equipo estaba compuesto por un comandante ruso y un ingeniero de vuelo estadounidense. Ambos astronautas sobrevivieron al accidente.

## Lanzamiento y accidente
El lanzamiento tuvo lugar el 11 de octubre a las 08.40 GMT, desde el Cosmódromo de Baikonur, ubicado en Kazajistán. Luego de 119 segundos de ascenso, cuando se separaron los bloques laterales de la primera etapa, se produjo una falla en uno de los propulsores. En ese momento, se encendió una baliza de alarma y se separó del cohete la cápsula Soyuz en la que viajaban los astronautas, activándose el paracaídas. La cápsula regresó a la Tierra siguiendo una trayectoria balística, mucho más pronunciada de lo habitual. Ambos tripulantes tuvieron que soportar fuerzas de hasta 6,7 G durante el abrupto descenso.
El aterrizaje se produjo con éxito en territorio de Kazajistán, unos minutos después de las 09.00 GMT. Los equipos de rescate de la NASA y Roscosmos llegaron al área poco después de las 10.00 GMT, y retiraron a los astronautas de la cápsula en buenas condiciones. Los dos astronautas fueron trasladados en helicóptero hacia Baikonur, desde donde un avión de la NASA los transportó a Moscú.
Se trata del primer accidente de esta naturaleza desde 1983, cuando el cohete tripulado de la misión Soyuz T-10-1 se prendió fuego antes del lanzamiento, resultando ilesos los ocupantes.

## Consecuencias
La Estación Espacial Internacional podría quedar desierta por primera vez desde noviembre del año 2000. La misión de Ovchinin y Hague tenía una duración prevista de seis meses, mientras que la tripulación que se encuentra a bordo debería regresar en diciembre de 2018. El accidente de Soyuz MS-10 podría adelantar para noviembre el lanzamiento de su sucesora, la MS-11.
La póliza de seguro contempla una indemnización de 4.650 millones RUB (unos 70,2 millones USD) que, en caso de ejecutarse, sería una de las mayores de las últimas décadas.

## Tripulantes
| Puesto               | Miembros de la tripulación                        | Miembros de la tripulación                        |
| -------------------- | ------------------------------------------------- | ------------------------------------------------- |
| Comandante           | Aleksey Ovchinin, RSA Expedición 57 Segundo vuelo | Aleksey Ovchinin, RSA Expedición 57 Segundo vuelo |
| Ingeniero de Vuelo 1 | Nick Hague, NASA Expedición 57 Primer vuelo       | Nick Hague, NASA Expedición 57 Primer vuelo       |

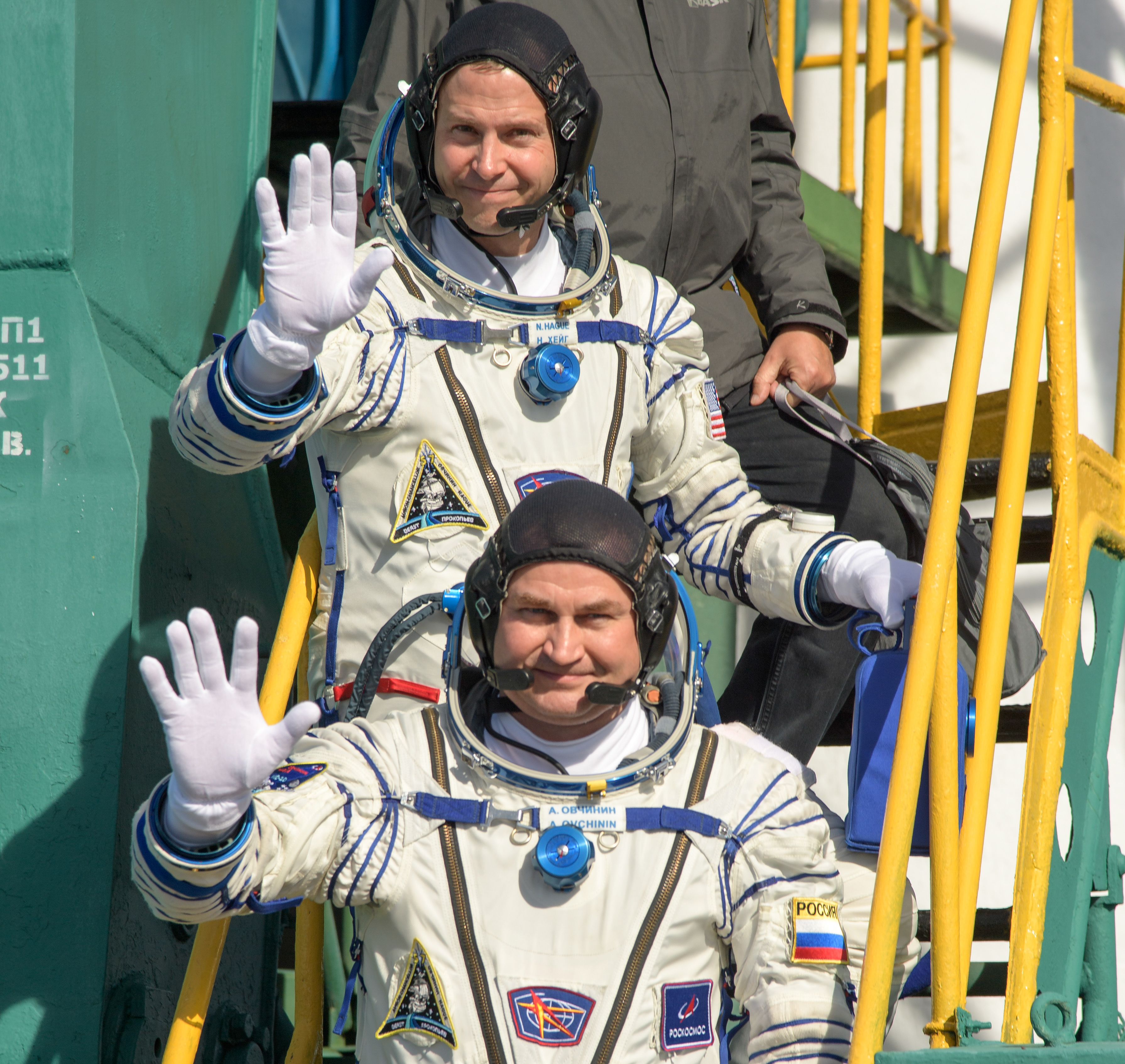
Nick Hague (arriba) y Aleksey Ovchinin (abajo)

Esta misión solo llevaba 2 tripulantes ya que el cosmonauta Nikolái Tíjonov, que fue asignado anteriormente a la soyuz Soyuz MS-04 y en esta ocasión a la MS-10, fue retirado de las dos misiones debido a los retrasos en el módulo Nauka.

### Tripulantes de reserva
| Puesto               | Miembros de la tripulación            | Miembros de la tripulación            |
| -------------------- | ------------------------------------- | ------------------------------------- |
| Comandante           | Oleg Kononenko, RSA Primer vuelo      | Oleg Kononenko, RSA Primer vuelo      |
| Ingeniero de Vuelo 1 | David Saint-Jacques, AEC Primer vuelo | David Saint-Jacques, AEC Primer vuelo |